# Straßenradsport-Weltmeisterschaften/Straßenrennen der Junioren
Das Straßenrennen der Junioren ist ein Wettbewerb bei den Straßenradsport-Weltmeisterschaften. Es wird seit 1975 ausgetragen.
1973 und 1974 wurden zunächst offene Europameisterschaften für Junioren ausgetragen, bevor sie 1975 den Status von Weltmeisterschaften erhielten. Das Straßenrennen der Junioren gehörte von Beginn an zum Programm dieser Wettkämpfe. Es teilte ansonsten das Schicksal der anderen Junioren-Wettbewerbe: Bis 1996 wurden sie getrennt von den Elite-Weltmeisterschaften ausgetragen, von 1997 bis 2004 mit diesen zusammen, von 2005 bis 2010 wieder getrennt und seit 2011 wieder zusammen mit der Elite.
Das Junioren-Rennen fand seit 1975 jedes Jahr statt, ausgenommen 2020, als es aufgrund der Corona-Pandemie aus dem Programm genommen wurde. Die Länge des Rennens beträgt in der Regel zwischen 120 und 140 Kilometern.

## Palmarès
Offene Europameisterschaften
| Jahr | Austragungsort | Gold              | Silber     | Bronze             |
| ---- | -------------- | ----------------- | ---------- | ------------------ |
| 1973 | München        | Claes Svensson    | Peter Hall | Jan Spijker        |
| 1974 | Warschau       | Sergei Schelpakow | Juri Zajac | John van Herverden |

Offizielle Weltmeisterschaften
| Jahr | Austragungsort                      | Gold                                | Silber                              | Bronze                              |
| ---- | ----------------------------------- | ----------------------------------- | ----------------------------------- | ----------------------------------- |
| 1975 | Lausanne                            | Roberto Visentini                   | Adrianus Verstijlen                 | Alberto Massucco                    |
| 1976 | Lüttich                             | Ronald Bessems                      | Corrado Donadio                     | Jiří Korous                         |
| 1977 | Wien                                | Ronny Van Holen                     | Per-Ove Carlsson                    | Edwin Menzi                         |
| 1978 | Washington                          | Wladimir Makarkin                   | Hubert Denstedt                     | Thomas Landis Alguis Waitkus        |
| 1979 | Buenos Aires                        | Greg LeMond                         | Kenny De Marteleire                 | Jean-Francois Dury                  |
| 1980 | Mexiko-Stadt                        | Roberto Ciampi                      | Eric Vanderaerden                   | Sergei Nawolokin                    |
| 1981 | Leipzig                             | Beat Schumacher                     | Oleh Tschuschda                     | Philippe Bouvatier                  |
| 1982 | Florenz                             | Roger Six                           | Andreas Lux                         | Juri Abramow                        |
| 1983 | Wanganui                            | Søren Lilholt                       | Oleg Jermolajew                     | Michael Gozzi                       |
| 1984 | Beuvron                             | Tom Cordes                          | Franco Cavallini                    | Alex Pedersen                       |
| 1985 | Stuttgart                           | Raymond Meijs                       | Jewhen Sahrebelnyj                  | Jean-Jacques Henry                  |
| 1986 | Casablanca                          | Michel Zanoli                       | Richard Luppes                      | Bart Leysen                         |
| 1987 | Bergamo                             | Pawel Tonkow                        | Erik Dekker                         | Josef Lontscharitsch                |
| 1988 | Odense                              | Gianluca Tarocca                    | Wassili Dawidenko                   | Alessandro Bertolini                |
| 1989 | Moskau                              | Patrick Vetsch                      | Danny Sleeckx                       | Steffen Wesemann                    |
| 1990 | Middlesbrough                       | Marco Serpellini                    | Igor Dziuba                         | Bogdan Fink                         |
| 1991 | Colorado Springs                    | Jeff Evanshine                      | Tony Morphett                       | Eddy Mazzoleni                      |
| 1992 | Olympia                             | Giuseppe Palumbo                    | Pasquale Santoro                    | Frank Vandenbroucke                 |
| 1993 | Perth                               | Giuseppe Palumbo                    | Mariano Friedick                    | Michelle Rezzani                    |
| 1994 | Quito                               | Miguel Morras                       | Laurent Lefèvre                     | Eladio Jiménez                      |
| 1995 | Forlì                               | Valentino China                     | Ivan Basso                          | Rinaldo Nocentini                   |
| 1996 | Novo mesto                          | Holger Loew                         | Jacob Nielsen                       | Claudio Astolfi                     |
| 1997 | San Sebastián                       | Crescenzo D’Amore                   | Martin Bolt                         | Margus Salumets                     |
| 1998 | Valkenburg                          | Mark Scanlon                        | Filippo Pozzato                     | Eduard Kivischew                    |
| 1999 | Verona                              | Damiano Cunego                      | Ruslan Kajumow                      | Christophe Kern                     |
| 2000 | Plouay                              | Jeremy Yates                        | Antonio Bucciero                    | Alexander Arekejew                  |
| 2001 | Lissabon                            | Oleksandr Kwatschuk                 | Niels Scheuneman                    | Mathieu Perget                      |
| 2002 | Zolder                              | Arnaud Gérard                       | Jukka Vastaranta                    | Nicholas Sanderson                  |
| 2003 | Hamilton                            | Kai Reus                            | Anders Lund                         | Lukáš Fůs                           |
| 2004 | Verona                              | Roman Kreuziger                     | Rafaâ Chtioui                       | Simon Špilak                        |
| 2005 | Oberwart                            | Iwan Rowny                          | Timofei Krizki                      | Sebastian Hans                      |
| 2006 | Spa-Francorchamps                   | Diego Ulissi                        | Niki Østergaard                     | Tony Gallopin                       |
| 2007 | Aguascalientes                      | Diego Ulissi                        | Daniele Ratto                       | Elia Favilli                        |
| 2008 | Kapstadt                            | Johan Le Bon                        | Mattia Cattaneo                     | Sebastian Lander                    |
| 2009 | Moskau                              | Jasper Stuyven                      | Arnaud Démare                       | Marco Haller                        |
| 2010 | Offida                              | Olivier Le Gac                      | Jay McCarthy                        | Jasper Stuyven                      |
| 2011 | Kopenhagen                          | Pierre-Henri Lecuisinier            | Martijn Degreve                     | Steven Lammertink                   |
| 2012 | Valkenburg                          | Matej Mohorič                       | Caleb Ewan                          | Josip Rumac                         |
| 2013 | Florenz                             | Mathieu van der Poel                | Mads Pedersen                       | Iltjan Nika                         |
| 2014 | Ponferrada                          | Jonas Bokeloh                       | Alexander Kulikowski                | Peter Lenderink                     |
| 2015 | Richmond                            | Felix Gall                          | Clément Bétouigt-Suire              | Rasmus Pedersen                     |
| 2016 | Doha                                | Jakob Egholm                        | Niklas Märkl                        | Reto Müller                         |
| 2017 | Bergen                              | Julius Johansen                     | Luca Rastelli                       | Michele Gazzoli                     |
| 2018 | Innsbruck                           | Remco Evenepoel                     | Marius Mayrhofer                    | Alessandro Fancellu                 |
| 2019 | Harrogate                           | Quinn Simmons                       | Alessio Martinelli                  | Magnus Sheffield                    |
| 2020 | nicht ausgetragen (Corona-Pandemie) | nicht ausgetragen (Corona-Pandemie) | nicht ausgetragen (Corona-Pandemie) | nicht ausgetragen (Corona-Pandemie) |
| 2021 | Leuven                              | Per Strand Hagenes                  | Romain Grégoire                     | Madis Mihkels                       |
| 2022 | Wollongong                          | Emil Herzog                         | António Morgado                     | Vlad Van Mechelen                   |
| 2023 | Glasgow                             | Albert Philipsen                    | Paul Fietzke                        | Felix Ørn-Kristoff                  |
| 2024 | Zürich                              | Lorenzo Finn                        | Sebastian Grindley                  | Senna Remijn                        |

## Medaillenspiegel
Die untenstehende Tabelle enthält ausschließlich die Resultate der offiziellen Weltmeisterschaften.
| Platz  | Land               | Gold | Silber | Bronze | Gesamt |
| ------ | ------------------ | ---- | ------ | ------ | ------ |
| 1      | Italien            | 12   | 10     | 9      | 31     |
| 2      | Niederlande        | 6    | 4      | 3      | 13     |
| 3      | Frankreich         | 4    | 4      | 6      | 14     |
| 4      | Belgien            | 4    | 4      | 4      | 12     |
| 5      | Dänemark           | 4    | 4      | 3      | 11     |
| 6      | Deutschland        | 3    | 3      | 1      | 7      |
| 7      | Vereinigte Staaten | 3    | 1      | 1      | 5      |
| 8      | Sowjetunion        | 2    | 5      | 3      | 10     |
| 9      | Schweiz            | 2    | 1      | 3      | 6      |
| 10     | Russland           | 1    | 3      | 2      | 6      |
| 11     | Österreich         | 1    | 0      | 2      | 3      |
| 12     | Norwegen           | 1    | 0      | 1      | 2      |
| 12     | Slowenien          | 1    | 0      | 1      | 2      |
| 12     | Spanien            | 1    | 0      | 1      | 2      |
| 12     | Tschechien         | 1    | 0      | 1      | 2      |
| 16     | Irland             | 1    | 0      | 0      | 1      |
| 16     | Neuseeland         | 1    | 0      | 0      | 1      |
| 16     | Ukraine            | 1    | 0      | 0      | 1      |
| 19     | Australien         | 0    | 3      | 1      | 4      |
| 20     | DDR                | 0    | 2      | 1      | 3      |
| 21     | Schweden           | 0    | 1      | 1      | 2      |
| 22     | Finnland           | 0    | 1      | 0      | 1      |
| 22     | Großbritannien     | 0    | 1      | 0      | 1      |
| 22     | Portugal           | 0    | 1      | 0      | 1      |
| 22     | Tunesien           | 0    | 1      | 0      | 1      |
| 26     | Estland            | 0    | 0      | 2      | 2      |
| 27     | Albanien           | 0    | 0      | 1      | 1      |
| 27     | Jugoslawien        | 0    | 0      | 1      | 1      |
| 27     | Kroatien           | 0    | 0      | 1      | 1      |
| 27     | Tschechoslowakei   | 0    | 0      | 1      | 1      |
| Gesamt | Gesamt             | 49   | 49     | 50     | 148    |